# Eunidia conradti
Eunidia conradti là một loài bọ cánh cứng trong họ Cerambycidae.